# Fogars de Montclús
Fogars de Montclús ist eine katalanische Gemeinde in der Provinz Barcelona im Nordosten Spaniens. Sie liegt in der Comarca Vallès Oriental.

## Geografie
Fogars de Montclús liegt in der Provinz Barcelona in der Autonomen Gemeinschaft Katalonien. Sie liegt am Südhang des Berges Montseny.

### Nachbargemeinden
Die Nachbargemeinden sind Arbúcies, Campins, Gualba, Montseny, Riells i Viabrea, Sant Celoni, Sant Esteve de Palautordera, Sant Pere de Vilamajor und Santa Maria de Palautordera.

## Sehenswürdigkeiten
- romanische Kirche Sant Cristòfol de Fogars
- Kirche Sant Esteve de la Costa
- romanische Kirche Santa Maria de l’Illa aus dem 12. Jahrhundert
- Kirche Sant Martí de Mosqueroles aus dem 16. und 17. Jahrhundert
- Einsiedelei Santa Magdalena aus dem 11. Jahrhundert
- Einsiedelei Santa Fe del Montseny, wurde 1231 erstmals urkundlich erwähnt

## Weblinks

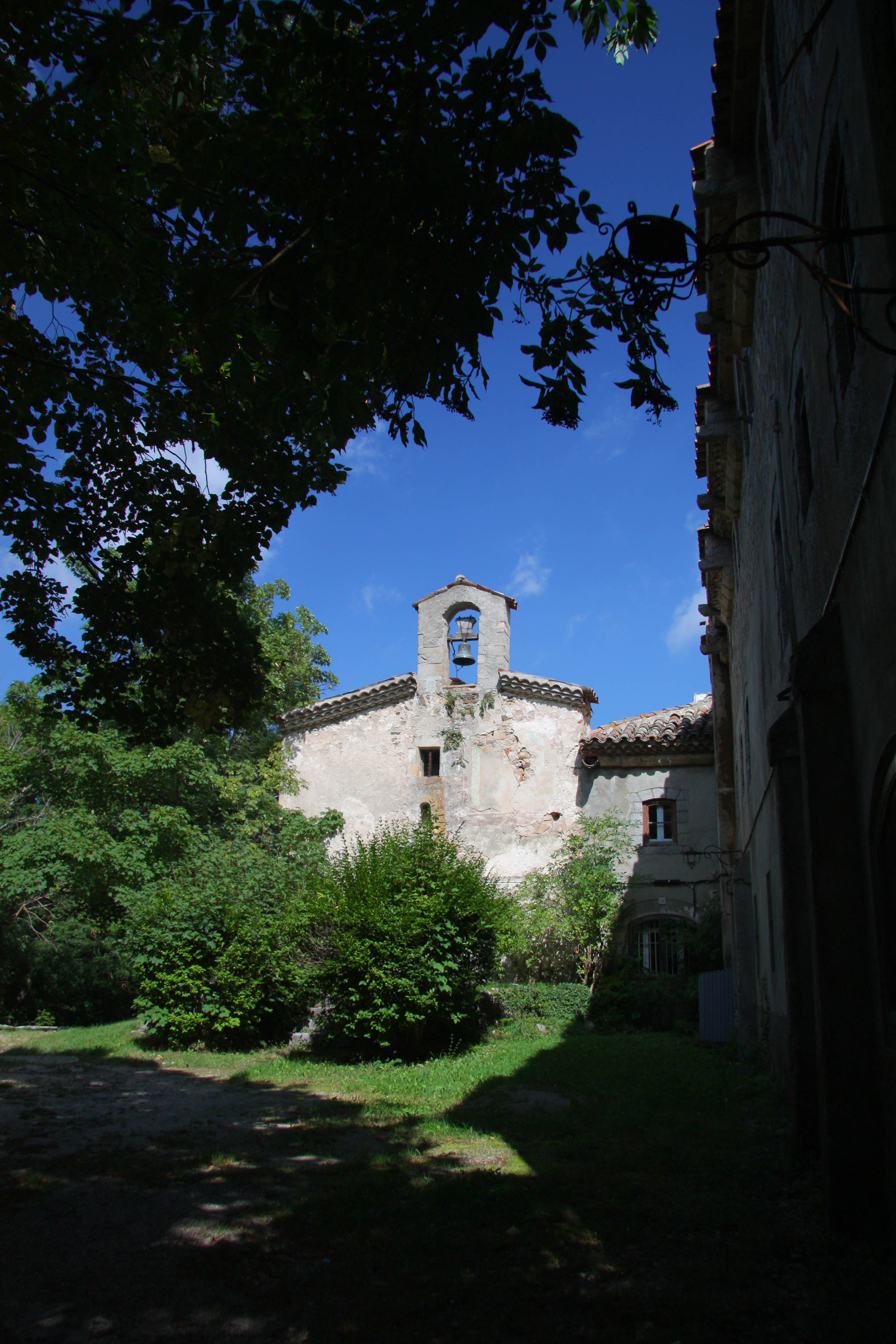
Einsiedelei Santa Fe del Montseny